# UEFA Champions League 2007–08
UEFA Champions League 2007-08 là mùa giải thứ 16 của giải bóng đá thường niên giữa các câu lạc bộ châu Âu, UEFA Champions League, tính từ khi giải được đổi tên, và là giải thứ 53 tính từ lần đầu khởi tranh.
Trận chung kết diễn ra vào ngày 21 tháng 5 năm 2008 tại sân Luzhniki ở thủ đô Moskva, Liên bang Nga giữa hai câu lạc bộ Manchester United và Chelsea, biến đây thành trận chung kết toàn Anh lần đầu tiên trong lịch sử cúp bóng đá châu Âu. Manchester United dành thắng lợi chung cuộc 6-5 trên chấm phạt 11 mét, sau khi hai đội hòa 1-1 sau hai hiệp phụ. Đương kim vô địch Milan bị loại bởi Arsenal ngay vòng loại trực tiếp đầu tiên.

## Vòng loại
76 đội bóng từ 53 liên đoàn bóng đá thành viên của UEFA tham dự vòng loại năm nay. Mỗi liên đoàn tham gia có số CLB được dự vòng loại Champions League dựa vào Hệ số UEFA của mỗi giải vô địch quốc gia nội địa của mình; các liên đoàn có hệ số càng cao sẽ được cử càng nhiều CLB tham dự vòng loại Champions League và ngược lại, nhưng không liên đoàn nào được có quá 4 đội tham gia. Tất cả các liên đoàn đều chắc chắn có một đội tham dự, trừ trường hợp của Liechtenstein vì các CLB của liên đoàn bóng đá nước này tranh tài trong hệ thống giải của Thụy Sĩ nhưng không có đội bóng nào có mặt trong giải hạng mạnh nhất của Thụy Sĩ cả. Một quốc gia mới có giải vô địch tham dự năm nay là: Montenegro, sau khi Serbia và Montenegro tan rã. Các đội vô địch từ San Marino và Andorra cũng bắt đầu góp mặt từ giải lần này. Dưới đây là các đội bóng tham dự vòng loại.
- Hệ số 1–3 (Tây Ban Nha, Ý và Anh): 4 đội
- Hệ số 4–6 (Pháp, Đức và Bồ Đào Nha): 3 đội
- Hệ số 7–15: 2 đội
- Hệ số 16–53: 1 đội

### Các đội bóng
| Vòng bảng          | Vòng bảng         | Vòng bảng         | Vòng bảng       |
| ------------------ | ----------------- | ----------------- | --------------- |
| Real Madrid        | Manchester United | Stuttgart         | PSV Eindhoven   |
| Barcelona          | Chelsea           | Schalke 04        | Olympiacos      |
| Internazionale     | Lyon              | Porto             | CSKA Moskva     |
| Roma               | Marseille         | Sporting          | A.C. MilanTH    |
| Vòng loại thứ ba   |                   |                   |                 |
| Sevilla            | Toulouse          | Spartak Moskva    | Dynamo Kyiv     |
| Valencia           | Werder Bremen     | Dinamo Bucureşti  | Sparta Prague   |
| Lazio              | Benfica           | Celtic            | Fenerbahçe      |
| Liverpool          | Ajax              | Anderlecht        | Zürich          |
| Arsenal            | AEK Athens        |                   |                 |
| Vòng loại thứ hai  |                   |                   |                 |
| Steaua Bucureşti   | Slavia Prague     | Rosenborg         | Zagłębie Lubin  |
| Rangers            | Beşiktaş          | Red Bull Salzburg | Copenhagen      |
| Genk               | Levski Sofia      | Red Star Belgrade | Debrecen        |
| Shakhtar Donetsk   | Beitar Jerusalem  |                   |                 |
| Vòng loại thứ nhất |                   |                   |                 |
| Dinamo Zagreb      | Ventspils         | Derry City        | Khazar Lenkoran |
| Elfsborg           | Sheriff Tiraspol  | KF Tirana         | F91 Dudelange   |
| Žilina             | Olimpi Rustavi    | Pyunik            | Astana          |
| APOEL              | FBK Kaunas        | FC Levadia        | HB              |
| Domžale            | Pobeda            | Marsaxlokk        | Rànger's        |
| Sarajevo           | FH                | The New Saints    | Murata          |
| Tampere United     | BATE              | Linfield          | Zeta            |

TH: Đội vô địch Champions League mùa 2006-07 sẽ trực tiếp vào vòng đấu bảng mà không phải tham dự vòng loại.

### Các vòng đấu loại

#### Vòng đấu loại thứ nhất
Lễ bốc thăm được tổ chức vào thứ 6 ngày 29 tháng 6 năm 2007 tại Nyon, Thụy Sĩ. Lễ bốc thăm đã được tiến hành bởi Tổng thư ký UEFA ông David Taylor và Giám đốc bóng đá chuyên nghiệp của UEFA ông Michele Centenaro. Vòng đấu loại thứ nhất có lượt đi diễn ra vào hai ngày 17 và 18 tháng 7, lượt về vào các ngày 24 và 25 tháng 7 năm 2007.
| Đội 1            | TTS     | Đội 2          | Lượt đi | Lượt về  |
| ---------------- | ------- | -------------- | ------- | -------- |
| Khazar Lenkoran  | 2–4     | Dinamo Zagreb  | 1–1     | 1–3 (hp) |
| APOEL            | 2–3     | BATE           | 2–0     | 0–3 (hp) |
| Sheriff Tiraspol | 5–0     | Rànger's       | 2–0     | 3–0      |
| FH               | 4–1     | HB             | 4–1     | 0–0      |
| The New Saints   | 4–4 (k) | Ventspils      | 3–2     | 1–2      |
| Pobeda           | 0–1     | FC Levadia     | 0–1     | 0–0      |
| Olimpi Rustavi   | 0–3     | Astana         | 0–0     | 0–3      |
| Zeta             | 5–4     | FBK Kaunas     | 3–1     | 2–3      |
| Murata           | 1–4     | Tampere United | 1–2     | 0–2      |
| F91 Dudelange    | 5–7     | Žilina         | 1–2     | 4–5      |
| Linfield         | 0–1     | Elfsborg       | 0–0     | 0–1      |
| Derry City       | 0–2     | Pyunik         | 0–0     | 0–2      |
| Marsaxlokk       | 1–9     | Sarajevo       | 0–6     | 1–3      |
| Domžale          | 3–1     | KF Tirana      | 1–0     | 2–1      |

#### Vòng loại thứ hai
Vòng loại thứ hai có lượt đi diễn ra vào hai ngày 31 tháng 7 và mùng 1 tháng 8, lượt về diễn ra vào các ngày mùng 7 và 8 tháng 8 năm 2007.
| Đội 1          | TTS        | Đội 2             | Lượt đi | Lượt về  |
| -------------- | ---------- | ----------------- | ------- | -------- |
| Pyunik         | 1–4        | Shakhtar Donetsk  | 0–2     | 1–2      |
| Sao Đỏ Beograd | (k) 2–2    | FC Levadia        | 1–0     | 1–2      |
| Rangers        | 3–0        | Zeta              | 2–0     | 1–0      |
| Debrecen       | 0–1        | Elfsborg          | 0–1     | 0–0      |
| Zagłębie Lubin | 1–3        | Steaua Bucharest  | 0–1     | 1–2      |
| Genk           | 2–2 (k)    | Sarajevo          | 1–2     | 1–0      |
| Ventspils      | 0–7        | Red Bull Salzburg | 0–3     | 0–4      |
| Astana         | 2–10       | Rosenborg         | 1–3     | 1–7      |
| FH             | 2–4        | BATE              | 1–3     | 1–1      |
| Copenhagen     | 2–1        | Beitar Jerusalem  | 1–0     | 1–1 (hp) |
| Žilina         | 0–0 (3–4p) | Slavia Praha      | 0–0     | 0–0 (hp) |
| Tampere United | 2–0        | Levski Sofia      | 1–0     | 1–0      |
| Domžale        | 2–5        | Dinamo Zagreb     | 1–2     | 1–3      |
| Beşiktaş       | 4–0        | Sheriff Tiraspol  | 1–0     | 3–0      |

#### Vòng loại thứ ba
Lễ bốc thăm được tổ chức vào thứ 6 ngày 3 tháng 8 năm 2007 tại Nyon, Thụy Sĩ. Lễ bốc thăm đã được tiến hành bởi Tổng thư ký UEFA ông David Taylor và Giám đốc bóng đá chuyên nghiệp của UEFA ông Michele Centenaro. Vòng loại thứ ba có lượt đi diễn ra vào hai ngày 14 và 15 tháng 8, lượt về diễn ra vào các ngày 28 và 29 tháng 8 năm 2007. Các đội chiến thắng tại vòng này sẽ giành quyền tham dự vòng bảng, các đội thua sẽ tham dự Cúp UEFA. Do cái chết của Antonio Puerta, nên lượt về trận đấu giữa Sevilla và AEK Athens được hoãn cho đến 3 tháng 9.
| Đội 1             | TTS        | Đội 2            | Lượt đi | Lượt về  |
| ----------------- | ---------- | ---------------- | ------- | -------- |
| BATE              | 2–4        | Steaua           | 2–2     | 0–2      |
| Tampere United    | 0–5        | Rosenborg        | 0–3     | 0–2      |
| Spartak Moskva    | 2–2 (3–4p) | Celtic           | 1–1     | 1–1 (hp) |
| Werder Bremen     | 5–3        | Dinamo Zagreb    | 2–1     | 3–2      |
| Red Bull Salzburg | 2–3        | Shakhtar Donetsk | 1–0     | 1–3      |
| Ajax              | 1–3        | Slavia Praha     | 0–1     | 1–2      |
| Valencia          | 5–1        | Elfsborg         | 3–0     | 2–1      |
| Sarajevo          | 0–4        | Dynamo Kyiv      | 0–1     | 0–3      |
| Fenerbahçe        | 3–0        | Anderlecht       | 1–0     | 2–0      |
| Rangers           | 1–0        | Sao Đỏ Belgrade  | 1–0     | 0–0      |
| Toulouse          | 0–5        | Liverpool        | 0–1     | 0–4      |
| Benfica           | 3–1        | Copenhagen       | 2–1     | 1–0      |
| Lazio             | 4–2        | Dinamo Bucharest | 1–1     | 3–1      |
| Sparta Praha      | 0–5        | Arsenal          | 0–2     | 0–3      |
| Zürich            | 1–3        | Beşiktaş         | 1–1     | 0–2      |
| Sevilla           | 6–1        | AEK Athens       | 2–0     | 4–1      |

## Vòng bảng
Lễ bốc thăm đã được tiến hành bởi người dẫn chương trình ông Pedro Pinto, Tổng thư ký UEFA ông David Taylor và Giám đốc bóng đá chuyên nghiệp của UEFA ông Michele Centenaro. Lễ bốc thăm vòng bảng diễn ra ngày 30 tháng 8 năm 2007 tại Grimaldi Forum ở Monaco. Các trận đấu diễn ra từ 18 tháng 9 đến 12 tháng 12 năm 2007. Hai đội dẫn đầu ở mỗi bảng được vào vòng loại trực tiếp và các đội xếp thứ ba bước vào vòng 32 của Cúp UEFA.
| Ghi chú                                 |
| --------------------------------------- |
| Đội lọt vào vòng hai                    |
| Đội giành quyền thi đấu tiếp ở Cúp UEFA |
| Đội bị loại khỏi các cúp châu Âu        |

### Bảng A
| Đội       | Pld | W | D | L | GF | GA | GD  | Điểm |
| --------- | --- | - | - | - | -- | -- | --- | ---- |
| Porto     | 6   | 3 | 2 | 1 | 8  | 7  | +1  | 11   |
| Liverpool | 6   | 3 | 1 | 2 | 18 | 5  | +13 | 10   |
| Marseille | 6   | 2 | 1 | 3 | 6  | 9  | -3  | 7    |
| Beşiktaş  | 6   | 2 | 0 | 4 | 4  | 15 | -11 | 6    |

|           | BJK | LIV | OM  | POR |
| --------- | --- | --- | --- | --- |
| Beşiktaş  | –   | 2–1 | 2–1 | 0–1 |
| Liverpool | 8–0 | –   | 0–1 | 4–1 |
| Marseille | 2–0 | 0–4 | –   | 1–1 |
| Porto     | 2–0 | 1–1 | 2–1 | –   |

### Bảng B
| Team       | Pld | W | D | L | GF | GA | GD | Pts |
| ---------- | --- | - | - | - | -- | -- | -- | --- |
| Chelsea    | 6   | 3 | 3 | 0 | 9  | 2  | +7 | 12  |
| Schalke 04 | 6   | 2 | 2 | 2 | 5  | 4  | +1 | 8   |
| Rosenborg  | 6   | 2 | 1 | 3 | 6  | 10 | -4 | 7   |
| Valencia   | 6   | 1 | 2 | 3 | 2  | 6  | -4 | 5   |

|            | CHL | RBK | SCH | VAL |
| ---------- | --- | --- | --- | --- |
| Chelsea    | –   | 1–1 | 2–0 | 0–0 |
| Rosenborg  | 0–4 | –   | 0–2 | 2–0 |
| Schalke 04 | 0–0 | 3–1 | –   | 0–1 |
| Valencia   | 1–2 | 0–2 | 0–0 | –   |

### Bảng C
| Team          | Pld | W | D | L | GF | GA | GD | Pts |
| ------------- | --- | - | - | - | -- | -- | -- | --- |
| Real Madrid   | 6   | 3 | 2 | 1 | 13 | 9  | +4 | 11  |
| Olympiacos    | 6   | 3 | 2 | 1 | 11 | 7  | +4 | 11  |
| Werder Bremen | 6   | 2 | 0 | 4 | 8  | 13 | -5 | 6   |
| Lazio         | 6   | 1 | 2 | 3 | 8  | 11 | -3 | 5   |

|               | LAZ | OLY | RM  | BRM |
| ------------- | --- | --- | --- | --- |
| Lazio         | –   | 1–2 | 2–2 | 2–1 |
| Olympiacos    | 1–1 | –   | 0–0 | 3–0 |
| Real Madrid   | 3–1 | 4–2 | –   | 2–1 |
| Werder Bremen | 2–1 | 1–3 | 3–2 | –   |

### Bảng D
| Team             | Pld | W | D | L | GF | GA | GD | Pts |
| ---------------- | --- | - | - | - | -- | -- | -- | --- |
| AC Milan         | 6   | 4 | 1 | 1 | 12 | 5  | +7 | 13  |
| Celtic           | 6   | 3 | 0 | 3 | 5  | 6  | -1 | 9   |
| Benfica          | 6   | 2 | 1 | 3 | 5  | 6  | -1 | 7   |
| Shakhtar Donetsk | 6   | 2 | 0 | 4 | 6  | 11 | -5 | 6   |

|                  | BEN | CEL | MIL | SHK |
| ---------------- | --- | --- | --- | --- |
| Benfica          | –   | 1–0 | 1–1 | 0–1 |
| Celtic           | 1–0 | –   | 2–1 | 2–1 |
| AC Milan         | 2–1 | 1–0 | –   | 4–1 |
| Shakhtar Donetsk | 1–2 | 2–0 | 0–3 | –   |

### Bảng E
| Team      | Pld | W | D | L | GF | GA | GD | Pts |
| --------- | --- | - | - | - | -- | -- | -- | --- |
| Barcelona | 6   | 4 | 2 | 0 | 12 | 3  | +9 | 14  |
| Lyon      | 6   | 3 | 1 | 2 | 11 | 10 | +1 | 10  |
| Rangers   | 6   | 2 | 1 | 3 | 7  | 9  | -2 | 7   |
| Stuttgart | 6   | 1 | 0 | 5 | 7  | 15 | -8 | 3   |

|           | BAR | LYO | RGR | STU |
| --------- | --- | --- | --- | --- |
| Barcelona | –   | 3–0 | 2–0 | 3–1 |
| Lyon      | 2–2 | –   | 0–3 | 4–2 |
| Rangers   | 0–0 | 0–3 | –   | 2–1 |
| Stuttgart | 0–2 | 0–2 | 3–2 | –   |

### Bảng F
| Team              | Pld | W | D | L | GF | GA | GD  | Pts |
| ----------------- | --- | - | - | - | -- | -- | --- | --- |
| Manchester United | 6   | 5 | 1 | 0 | 13 | 4  | +9  | 16  |
| AS Roma           | 6   | 3 | 2 | 1 | 11 | 6  | +5  | 11  |
| Sporting          | 6   | 2 | 1 | 3 | 9  | 8  | +1  | 7   |
| Dynamo Kyiv       | 6   | 0 | 0 | 6 | 4  | 19 | -15 | 0   |

|                   | DYN | MU  | ROM | SCP |
| ----------------- | --- | --- | --- | --- |
| Dynamo Kyiv       | –   | 2–4 | 1–4 | 1–2 |
| Manchester United | 4–0 | –   | 1–0 | 2–1 |
| AS Roma           | 2–0 | 1–1 | –   | 2–1 |
| Sporting          | 3–0 | 0–1 | 2–2 | –   |

### Bảng G
| Team          | Pld | W | D | L | GF | GA | GD | Pts |
| ------------- | --- | - | - | - | -- | -- | -- | --- |
| Inter Milan   | 6   | 5 | 0 | 1 | 12 | 4  | +8 | 15  |
| Fenerbahçe    | 6   | 3 | 2 | 1 | 8  | 6  | +2 | 11  |
| PSV Eindhoven | 6   | 2 | 1 | 3 | 3  | 6  | -3 | 7   |
| CSKA Moskva   | 6   | 0 | 1 | 5 | 7  | 14 | -7 | 1   |

|               | CSK | FEN | INT | PSV |
| ------------- | --- | --- | --- | --- |
| CSKA Moskva   | –   | 2–2 | 1–2 | 0–1 |
| Fenerbahçe    | 3–1 | –   | 1–0 | 2–0 |
| Inter Milan   | 4–2 | 3–0 | –   | 2–0 |
| PSV Eindhoven | 2–1 | 0–0 | 0–1 | –   |

### Bảng H
| Team             | Pld | W | D | L | GF | GA | GD  | Pts |
| ---------------- | --- | - | - | - | -- | -- | --- | --- |
| Sevilla          | 6   | 5 | 0 | 1 | 14 | 7  | +7  | 15  |
| Arsenal          | 6   | 4 | 1 | 1 | 14 | 4  | +10 | 13  |
| Slavia Praha     | 6   | 1 | 2 | 3 | 5  | 16 | -11 | 5   |
| Steaua Bucharest | 6   | 0 | 1 | 5 | 4  | 10 | -6  | 1   |

|                  | ARS | SEV | SLV | STE |
| ---------------- | --- | --- | --- | --- |
| Arsenal          | –   | 3–0 | 7–0 | 2–1 |
| Sevilla          | 3–1 | –   | 4–2 | 2–1 |
| Slavia Praha     | 0–0 | 0–3 | –   | 2–1 |
| Steaua Bucharest | 0–1 | 0–2 | 1–1 | –   |

## Vòng loại trực tiếp
|  | Vòng 1/8          | Vòng 1/8          | Vòng 1/8 | Vòng 1/8 |   |            | Tứ kết | Tứ kết | Tứ kết | Tứ kết |  |           | Bán kết | Bán kết | Bán kết | Bán kết |                       |       | Chung kết | Chung kết |
|  |                   |                   |          |          |   |            |        |        |        |        |  |           |         |         |         |         |                       |       |           |           |
|  | Schalke 04 (p)    | 1                 | 0        | 1(4)     |   |            |        |        |        |        |  |           |         |         |         |         |                       |       |           |           |
|  | Porto             | 0                 | 1        | 1(1)     |   |            |        |        |        |        |  |           |         |         |         |         |                       |       |           |           |
|  | Porto             | 0                 | 1        | 1(1)     |   | Schalke 04 | 0      | 0      | 0      |        |  |           |         |         |         |         |                       |       |           |           |
|  |                   |                   |          |          |   | Schalke 04 | 0      | 0      | 0      |        |  |           |         |         |         |         |                       |       |           |           |
|  |                   | Barcelona         | 1        | 1        | 2 |            |        |        |        |        |  |           |         |         |         |         |                       |       |           |           |
|  | Celtic            | Barcelona         | 1        | 1        | 2 | 2          | 0      | 2      |        |        |  |           |         |         |         |         |                       |       |           |           |
|  | Celtic            |                   |          |          |   | 2          | 0      | 2      |        |        |  |           |         |         |         |         |                       |       |           |           |
|  | Barcelona         | 3                 | 1        | 4        |   |            |        |        |        |        |  |           |         |         |         |         |                       |       |           |           |
|  | Barcelona         | 3                 | 1        | 4        |   |            |        |        |        |        |  | Barcelona | 0       | 0       | 0       |         |                       |       |           |           |
|  |                   |                   |          |          |   |            |        |        |        |        |  | Barcelona | 0       | 0       | 0       |         |                       |       |           |           |
|  |                   | Manchester United | 0        | 1        | 1 |            |        |        |        |        |  |           |         |         |         |         |                       |       |           |           |
|  | AS Roma           | Manchester United | 0        | 1        | 1 | 2          | 2      | 4      |        |        |  |           |         |         |         |         |                       |       |           |           |
|  | AS Roma           |                   |          |          |   | 2          | 2      | 4      |        |        |  |           |         |         |         |         |                       |       |           |           |
|  | Real Madrid       | 1                 | 1        | 2        |   |            |        |        |        |        |  |           |         |         |         |         |                       |       |           |           |
|  | Real Madrid       | 1                 | 1        | 2        |   | AS Roma    | 0      | 0      | 0      |        |  |           |         |         |         |         |                       |       |           |           |
|  |                   |                   |          |          |   | AS Roma    | 0      | 0      | 0      |        |  |           |         |         |         |         |                       |       |           |           |
|  |                   | Manchester United | 2        | 1        | 3 |            |        |        |        |        |  |           |         |         |         |         |                       |       |           |           |
|  | Lyon              | Manchester United | 2        | 1        | 3 | 1          | 0      | 1      |        |        |  |           |         |         |         |         |                       |       |           |           |
|  | Lyon              |                   |          |          |   | 1          | 0      | 1      |        |        |  |           |         |         |         |         |                       |       |           |           |
|  | Manchester United | 1                 | 1        | 2        |   |            |        |        |        |        |  |           |         |         |         |         |                       |       |           |           |
|  | Manchester United | 1                 | 1        | 2        |   |            |        |        |        |        |  |           |         |         |         |         | Manchester United (p) | 1 (6) |           |           |
|  |                   |                   |          |          |   |            |        |        |        |        |  |           |         |         |         |         |                       | 1 (6) |           |           |
|  |                   | Chelsea           | 1 (5)    |          |   |            |        |        |        |        |  |           |         |         |         |         |                       |       |           |           |
|  | Arsenal           | Chelsea           | 1 (5)    | 0        | 2 | 2          |        |        |        |        |  |           |         |         |         |         |                       |       |           |           |
|  | Arsenal           |                   |          | 0        | 2 | 2          |        |        |        |        |  |           |         |         |         |         |                       |       |           |           |
|  | AC Milan          | 0                 | 0        | 0        |   |            |        |        |        |        |  |           |         |         |         |         |                       |       |           |           |
|  | AC Milan          | 0                 | 0        | 0        |   | Arsenal    | 1      | 2      | 3      |        |  |           |         |         |         |         |                       |       |           |           |
|  |                   |                   |          |          |   | Arsenal    | 1      | 2      | 3      |        |  |           |         |         |         |         |                       |       |           |           |
|  |                   | Liverpool         | 1        | 4        | 5 |            |        |        |        |        |  |           |         |         |         |         |                       |       |           |           |
|  | Liverpool         | Liverpool         | 1        | 4        | 5 | 2          | 1      | 3      |        |        |  |           |         |         |         |         |                       |       |           |           |
|  | Liverpool         |                   |          |          |   | 2          | 1      | 3      |        |        |  |           |         |         |         |         |                       |       |           |           |
|  | Inter Milan       | 0                 | 0        | 0        |   |            |        |        |        |        |  |           |         |         |         |         |                       |       |           |           |
|  | Inter Milan       | 0                 | 0        | 0        |   |            |        |        |        |        |  | Liverpool | 1       | 2       | 3       |         |                       |       |           |           |
|  |                   |                   |          |          |   |            |        |        |        |        |  | Liverpool | 1       | 2       | 3       |         |                       |       |           |           |
|  |                   | Chelsea (hp)      | 1        | 3        | 4 |            |        |        |        |        |  |           |         |         |         |         |                       |       |           |           |
|  | Fenerbahçe (p)    | Chelsea (hp)      | 1        | 3        | 4 | 3          | 2      | 5(3)   |        |        |  |           |         |         |         |         |                       |       |           |           |
|  | Fenerbahçe (p)    |                   |          |          |   | 3          | 2      | 5(3)   |        |        |  |           |         |         |         |         |                       |       |           |           |
|  | Sevilla           | 2                 | 3        | 5(2)     |   |            |        |        |        |        |  |           |         |         |         |         |                       |       |           |           |
|  | Sevilla           | 2                 | 3        | 5(2)     |   | Fenerbahçe | 2      | 0      | 2      |        |  |           |         |         |         |         |                       |       |           |           |
|  |                   |                   |          |          |   | Fenerbahçe | 2      | 0      | 2      |        |  |           |         |         |         |         |                       |       |           |           |
|  |                   | Chelsea           | 1        | 2        | 3 |            |        |        |        |        |  |           |         |         |         |         |                       |       |           |           |
|  | Olympiacos        | Chelsea           | 1        | 2        | 3 | 0          | 0      | 0      |        |        |  |           |         |         |         |         |                       |       |           |           |
|  | Olympiacos        |                   |          |          |   | 0          | 0      | 0      |        |        |  |           |         |         |         |         |                       |       |           |           |
|  | Chelsea           | 0                 | 3        | 3        |   |            |        |        |        |        |  |           |         |         |         |         |                       |       |           |           |

### Vòng loại trực tiếp thứ nhất
Các trận lượt đi diễn ra vào hai ngày 19 và 20 tháng 2, các trận lượt về diễn ra vào các ngày mùng 4 và 5 tháng 3. Do có xô xát với AC Milan tại sân San Siro, nên trận lượt về của Inter Milan với Liverpool bị lùi tới ngày 11 tháng 3.
| Đội 1      | TTS           | Đội 2             | Lượt đi | Lượt về    |
| ---------- | ------------- | ----------------- | ------- | ---------- |
| Celtic     | 2–4           | Barcelona         | 2–3     | 0–1        |
| Lyon       | 1–2           | Manchester United | 1–1     | 0–1        |
| Schalke 04 | 1–1 (4–1) (p) | Porto             | 1–0     | 0–1 (h.p.) |
| Liverpool  | 3–0           | Inter Milan       | 2–0     | 1–0        |
| AS Roma    | 4–2           | Real Madrid       | 2–1     | 2–1        |
| Arsenal    | 2–0           | AC Milan          | 0–0     | 2–0        |
| Olympiacos | 0–3           | Chelsea           | 0–0     | 0–3        |
| Fenerbahçe | 5–5 (3–2) (p) | Sevilla           | 3–2     | 2–3 (h.p.) |

### Tứ kết
Các trận lượt đi diễn ra vào hai ngày 1 và 2 tháng 4, các trận lượt về thi đấu ngày 8 và 9 tháng 4 năm 2008.
| Đội 1      | TTS | Đội 2             | Lượt đi | Lượt về |
| ---------- | --- | ----------------- | ------- | ------- |
| Arsenal    | 3–5 | Liverpool         | 1–1     | 2–4     |
| AS Roma    | 0–3 | Manchester United | 0–2     | 0–1     |
| Schalke 04 | 0–2 | Barcelona         | 0–1     | 0–1     |
| Fenerbahçe | 2–3 | Chelsea           | 2–1     | 0–2     |

### Bán kết
Các trận lượt đi diễn ra ngày 22 và 23 tháng 4, các trận lượt về diễn ra vào 29 và 30 tháng 4 năm 2008.
| Đội 1     | TTS | Đội 2             | Lượt đi | Lượt về    |
| --------- | --- | ----------------- | ------- | ---------- |
| Liverpool | 3–4 | Chelsea           | 1–1     | 2–3 (h.p.) |
| Barcelona | 0–1 | Manchester United | 0–0     | 0–1        |

## Chung kết
Trận chung kết UEFA Champions League diễn ra ngày 21 tháng 5 năm 2008 trên sân vận động Luzhniki tại thủ đô Moskva, Liên bang Nga giữa hai đội bóng của Anh là Manchester United và Chelsea.
Đội của thành Manchester giành chiến thắng 6-5 trên chấm 11 mét sau khi kết thúc hai hiệp chính và hai hiệp phụ với tỉ số hòa 1-1. Cristiano Ronaldo đưa Manchester United vượt lên dẫn trước ở phút thứ 26 và Frank Lampard gỡ hòa cho Chelsea ngay trước khi kết thúc hiệp một. Ryan Giggs vào sân cuối hiệp hai và thiết lập kỉ lục số lần ra sân mới cho lịch sử câu lạc bộ với 759 lần, vượt qua Bobby Charlton. Trong đầu hiệp phụ, Giggs có một cú sút bị chặn đứng ngay trước vạch vôi bởi John Terry, trong khi Chelsea hai lần có các cú sút trúng cột khung thành Manchester United. Một cuộc va chạm nhỏ xảy ra giữa hai đội trong hiệp phụ thứ hai, kết quả là Didier Drogba bị đuổi khỏi sân sau khi tát vào mặt Nemanja Vidić trước mặt trọng tài.
Trận đấu kết thúc hai hiệp chính và phụ với tỉ số 1-1, hai đội bước vào loạt đá Penalty để quyết định chức vô địch. Chelsea đã có lợi thế trước khi quả sút penalty của Cristiano Ronaldo bị Petr Čech đẩy được trong lượt sút thứ ba, và trao cơ hội cho John Terry mang chiến thắng về cho Chelsea trong lượt sút cuối cùng. Tuy nhiên, đội trưởng của Chelsea lại bị trượt chân khi sút bóng, và sút ra ngoài. Ryan Giggs bước lên thực hiện thành công lượt sút thứ bảy trước khi Edwin Van Der Sar cản phá thành công cú sút của Nicolas Anelka giúp Manchester United đăng quang ngôi vô địch châu Âu lần thứ 3 trong lịch sử của mình.
| Manchester United                                                | 1-1 (s.h.p.) | Chelsea                                                         |
| ---------------------------------------------------------------- | ------------ | --------------------------------------------------------------- |
| Ronaldo 26'                                                      |              | Lampard 45'                                                     |
| Loạt sút luân lưu                                                |              |                                                                 |
| Tevez · Carrick · Ronaldo · Hargreaves · Nani · Anderson · Giggs | 6-5          | Ballack · Belletti · Lampard · A. Cole · Terry · Kalou · Anelka |

| Vô địch UEFA Champions League 2007–08 |
| ------------------------------------- |
| Anh                                   |
| Manchester United F.C. (Lần thứ ba)   |

## Danh sách các cầu thủ ghi bàn hàng đầu
| Xếp hạng | Tên                | Đội bóng          | Số bàn thắng | Thời gian chơi (phút) |
| -------- | ------------------ | ----------------- | ------------ | --------------------- |
| 1        | Cristiano Ronaldo  | Manchester United | 8            | 1062'                 |
| 2        | Lionel Messi       | Barcelona         | 6            | 756'                  |
| 2        | Fernando Torres    | Liverpool         | 6            | 906'                  |
| 2        | Didier Drogba      | Chelsea           | 6            | 1072'                 |
| 2        | Steven Gerrard     | Liverpool         | 6            | 1145'                 |
| 6        | Ryan Babel         | Liverpool         | 5            | 619'                  |
| 6        | Zlatan Ibrahimović | Internazionale    | 5            | 626'                  |
| 6        | Frédéric Kanouté   | Sevilla           | 5            | 715'                  |
| 6        | Raúl González      | Real Madrid       | 5            | 716'                  |
| 6        | Deivid             | Fenerbahçe        | 5            | 844'                  |
| 6        | Dirk Kuyt          | Liverpool         | 5            | 893'                  |

Nguồn: UEFA Champions League Press Release - Top Scorers - Final - Wednesday ngày 21 tháng 5 năm 2008 (after match)

## Những điều đặc biệt
- Chiến thắng của Manchester United với tỷ số 1-0 trước Barcelona ở vòng bán kết là chiến thắng thứ 12 trên sân nhà liên tiếp, một kỷ lục vượt qua Juventus với thành tích 10 chiến thắng liên tiếp trên sân nhà vào mùa giải 1995-1996 và 1997-1998.
- Chiến thắng với tỷ số 8-0 của Liverpool trước Besiktas là chiến thắng với tỷ số lớn nhất mà không bị thủng lưới trong lịch sử của giải đấu
- Trận chung kết giữa Chelsea và Manchester United là trận chung kết toàn Anh đầu tiên trong lịch sử các Cúp châu Âu và thứ ba giữa hai đội đến từ cùng một quốc gia.
- Mùa này là mùa đầu tiên trong lịch sử của giải đấu đó bốn đội đến từ cùng một quốc gia đạt đến vòng tứ kết (Arsenal, Chelsea, Liverpool và Manchester United của nước Anh). Chiến công này được lặp đi lặp lại bởi các đội bóng đó ở mùa giải 2008-09.
- Lần đầu tiên trong lịch sử Champions League, câu lạc bộ của một quốc gia (Anh) đã loại nhau. Arsenal đã bị loại bởi Liverpool, Liverpool bị loại bởi Chelsea, Chelsea bị đánh bại bởi Manchester United trong trận chung kết.
- Schalke 04 đủ điều kiện cho vòng tứ kết cúp châu Âu lần đầu tiên kể từ 1958-1959.
- Arsenal là câu lạc bộ đầu tiên của nước Anh đánh bại Milan tại sân vận động San Siro với tỷ số 2-0.
- Thủ môn Lazio Marco Ballotta trở thành cầu thủ lớn tuổi nhất chơi ở Champions League khi anh được ra sân trong trận đấu với Real Madrid vào ngày 11 tháng 12 năm 2007. Người cao tuổi nhất 43 tuổi, ông nhiều tuổi hơn ba năm so với cầu thủ Alessandro Costacurta, người đang nắm giữ kỷ lục với 40 tuổi khi anh chơi cho Milan trong trận gặp AEK Athens vào tháng 11 năm 2006.
- Sân vận động Luzhniki ở Moskva, diễn ra trận chung kết giải đấu là một sân cỏ nhân tạo.
- Bojan Krkic là cầu thủ trẻ tuổi nhất ghi bàn đầu tiên ở Champions League sinh năm 1990, khi anh ghi bàn thắng duy nhất cho Barcelona với tỷ số 1-0 ở tứ kết lượt đi trong trận thắng trước Schalke 04. Ông cũng là cầu thủ ghi bàn trẻ nhất thứ hai tại Champions League, xếp sau cầu thủ Peter Ofori-Quaye người Ghana lúc đó đang chơi cho Olympiacos.[8]